# Zirmet
Zirmet (Tordylium L.) ist eine Pflanzengattung in der Familie der Doldenblütler (Apiaceae). Die etwa 19 Arten sind von Europa bis Westasien verbreitet.

## Beschreibung

### Vegetative Merkmale
Die Arten der Gattung Zirmet sind einjährige oder zweijährige krautige Pflanzen, die normalerweise Wuchshöhen von 15 bis 80 Zentimeter erreichen. Die grundständigen Laubblätter sind einfach oder ein- bis dreifach gefiedert. Die Fiederblättchen sind ei- bis herzförmig. Ihr Blattrand ist gekerbt bis gesägt. Die oberen Laubblätter sind normalerweise dreilappig, selten einfach mit eiförmig bis lanzettlichen Abschnitten.

### Generative Merkmale
Die doppeldoldigen Blütenstände besitzen einen Durchmesser von 15 bis 100 Millimetern und sind (2–)5 bis 20(–40)-strahlig. Die gleich oder ungleich langen Doldenstrahlen besitzen eine Länge von bis zu 80 Millimetern. Es sind keine oder bis zu 18 gleich- oder ungleichförmige Hüllblätter sowie 5 bis 8 normalerweise ungleichförmige Hüllchenblätter vorhanden. Die randständigen Blüten sind normalerweise zwittrig und die mittigeren Blüten sind zwittrig oder männlich. Kelchblätter sind oft nicht vorhanden, sind bei manchen Arten aber gut ausgebildet. Die Kronblätter sind weiß, blassrosa oder gelb. Die Blüten sind strahlend, wobei die außenständigen Blüten ein oder zwei gleich oder ungleich zweifach-geteilte, kahle oder selten behaarte Kronblätter besitzen. Es ist ein Stylopodium vorhanden, die Griffel und die Staubblätter sind kurz.
Die zweiteiligen Spaltfrüchte besitzen ein Karpophor. Die Teilfrüchte sind auf ihrer freien Seite eingedrückt und ihr verdickter Rand ist glatt oder gewellt. Die Seitenflächen der Teilfrüchte sind behaart. Die Hauptrippen sind dünn. Auf der freien Seite der Teilfrüchte sind normalerweise vier und auf der der anderen Teilfrucht zugewandten Seite sind normalerweise zwei Ölstriemen vorhanden. Eine Ausnahme ist der Apulische Zirmet bei dem die Teilfrüchte 10–12 Ölstriemen auf der freien Seite und 10 auf der der anderen Teilfrucht zugewandten Seite besitzen.

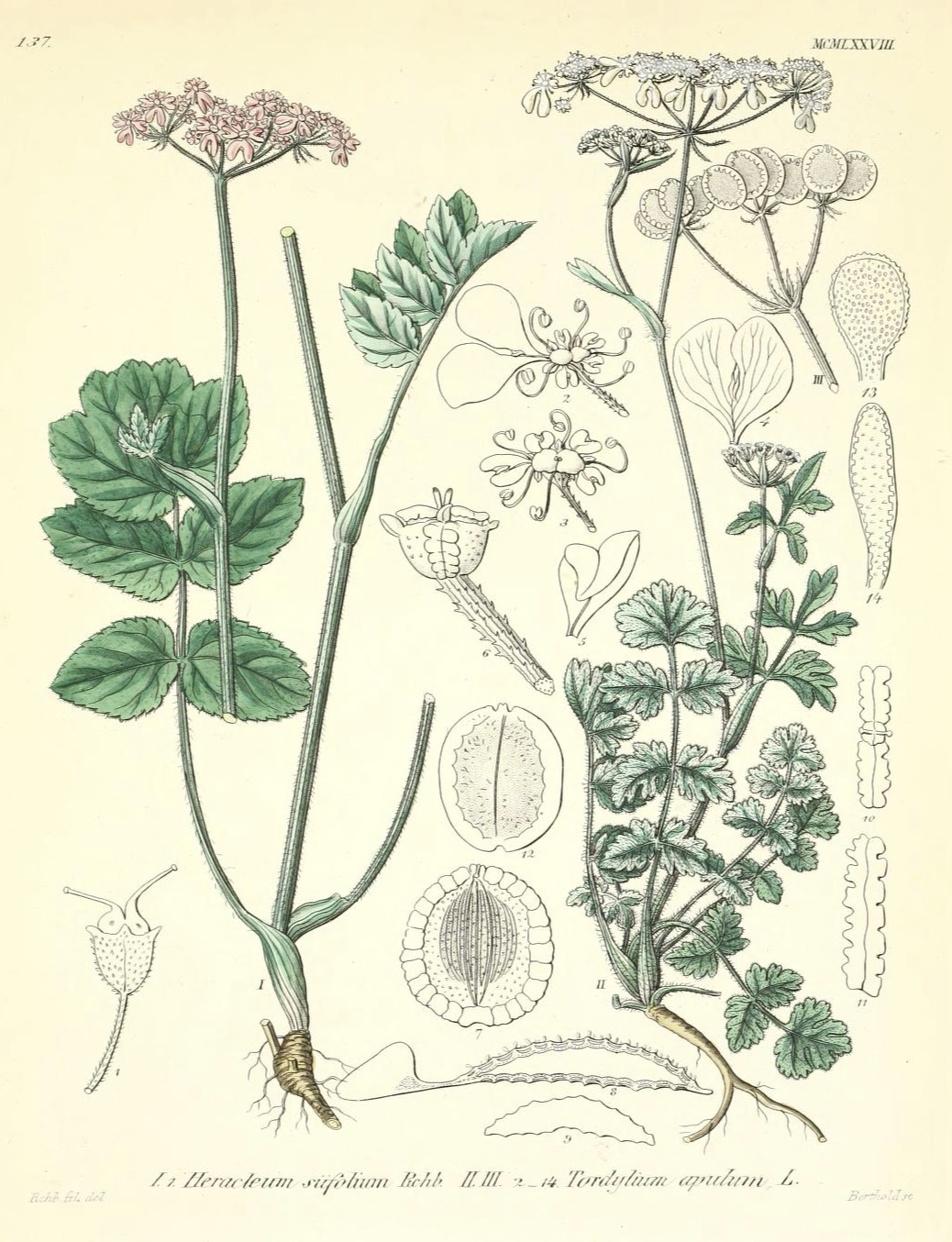
Illustration des Apulischen Zirmets (Tordylium apulum L.) (rechts im Bild: II., III., 2–14)
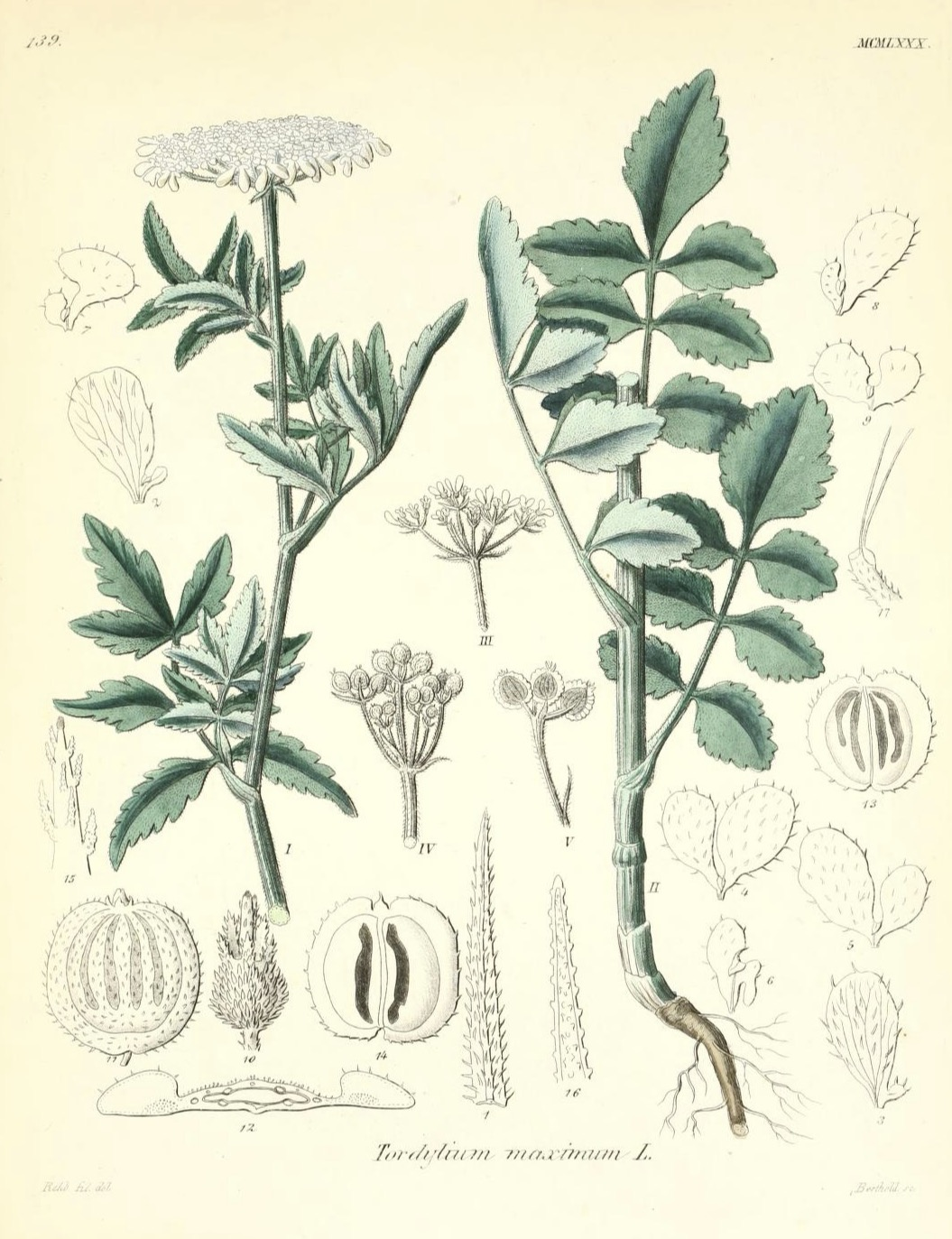
Illustration des Großen Zirmets (Tordylium maximum L.)
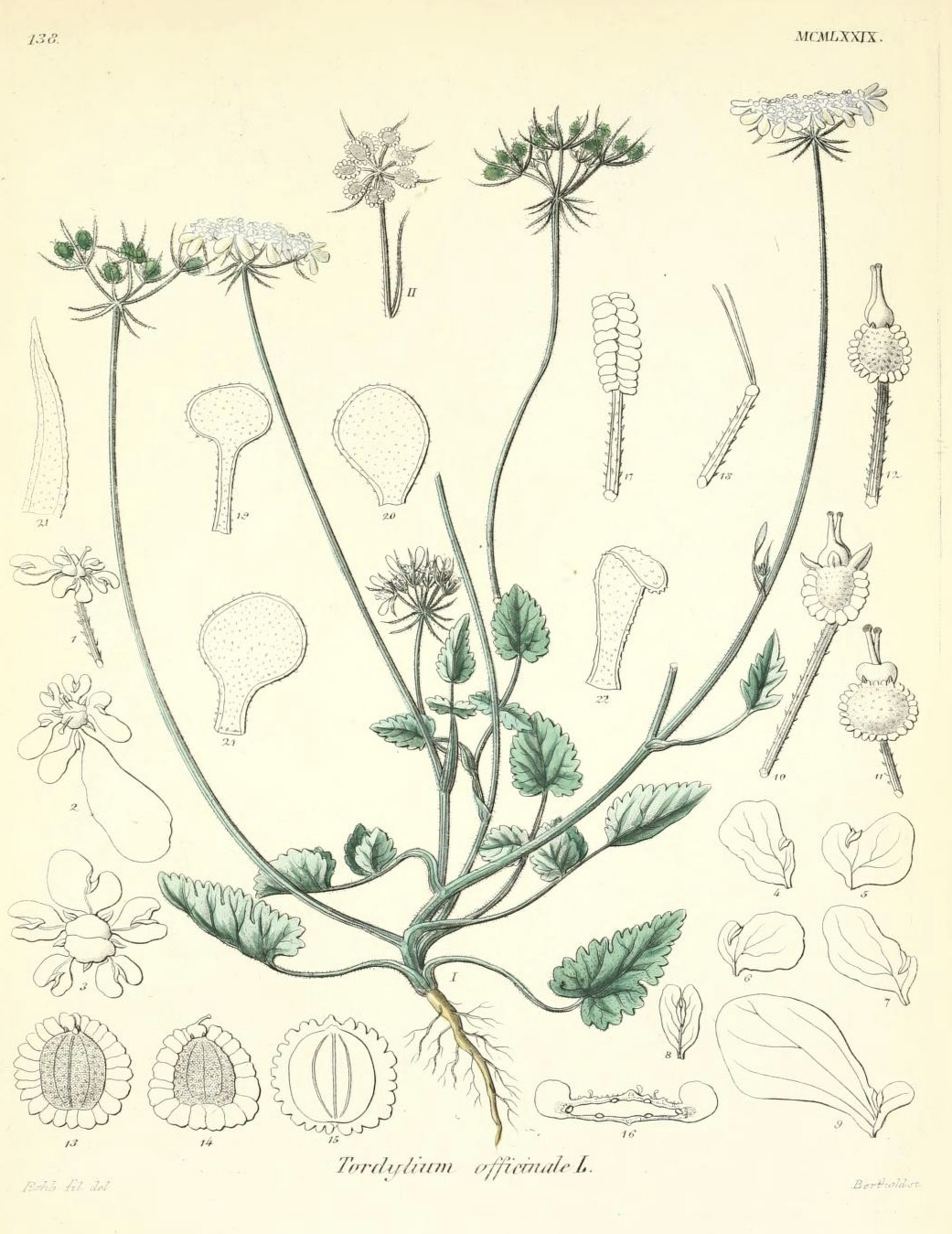
Illustration von Tordylium officinale L.

## Systematik und Verbreitung
Die Gattung Zirmet umfasst etwa 19 Arten:
- Tordylium aegyptiacum (L.) Lam.: Sie kommt in der Türkei, in Ägypten, Israel/Palästina, Jordanien, im Libanon, im Sinai, in Syrien und auf Zypern vor.[1][2]
- Apulischer Zirmet (Tordylium apulum L.): Diese Art kommt im gesamten Mittelmeerraum mit Ausnahme von Marokko, Ägypten und Mallorca sowie in Portugal vor[2]
- Tordylium brachytaenium Boiss. & Heldr.: Sie kommt endemisch in der Türkei vor.[1][2]
- Tordylium cappadocicum Boiss.: Sie kommt in der Türkei[1][2] sowie im Iran und in Kuwait vor.[1]
- Tordylium carmeli (Labill.) Al-Eisawi: Sie kommt in Israel/Palästina, Jordanien, im Libanon, in Syrien und auf Zypern vor.[2]
- Tordylium cordatum (Jacq.) Poir.: Sie kommt in Israel/Palästina, Jordanien, im Libanon und in Syrien vor.[2]
- Tordylium ebracteatum Al-Eisawi & Jury: Sie kommt endemisch in der Türkei vor.[1][2]
- Tordylium elegans (Boiss. & Balansa) Alava & Hub.-Mor.: Sie kommt endemisch in Syrien[1] und in der Türkei vor.[1][2]
- Tordylium hasselquistiae DC.: Sie kommt in Syrien und in der Türkei vor.[1][2]
- Tordylium hirtocarpum Cand.: Sie kommt in Griechenland, auf Kreta und auf den östlichen ägäischen Inseln vor.[1][2]
- Tordylium ketenoglui H. Duman & A. Duran: Sie kommt im asiatischen Teil der Türkei vor.[2]
- Tordylium lanatum (Boiss.) Boiss.: Sie kommt in Israel/Palästina, Jordanien[2] und im asiatischen Teil der Türkei vor.[1][2]
- Tordylium macropetalum Boiss.: Sie kommt im endemisch im asiatischen Teil der Türkei vor.[1][2]
- Großer Zirmet (Tordylium maximum L.): Diese Art kommt ursprünglich im südlichen und mittleren Europa und östlich bis Aserbaidschan vor.[2]
- Arznei-Zirmet (Tordylium officinale L.): Diese Art kommt in Italien und auf der Balkanhalbinsel vor.[1][2] Nach einer Quelle kommt sie auch in der Türkei und in Spanien vor.[2]
- Tordylium pestalozzae Boiss., Diagn.: Sie kommt in Griechenland und in der Türkei vor.[1][2]
- Tordylium pustulosumBoiss.: Sie kommt endemisch in der Türkei vor.[1][2]
- Tordylium syriacum L.:Sie kommt in der Türkei, in Israel/Palästina, Jordanien, im Libanon, in Syrien und auf Zypern vor.[2]
- Tordylium trachycarpum (Boiss.) Al-Eisawi: Sie kommt in Bulgarien, auf Zypern, im ehemaligen Jugoslawien, in Griechenland, in Israel/Palästina, Jordanien, im Libanon, in Nordmazedonien, Syrien und in der Türkei vor.[2]

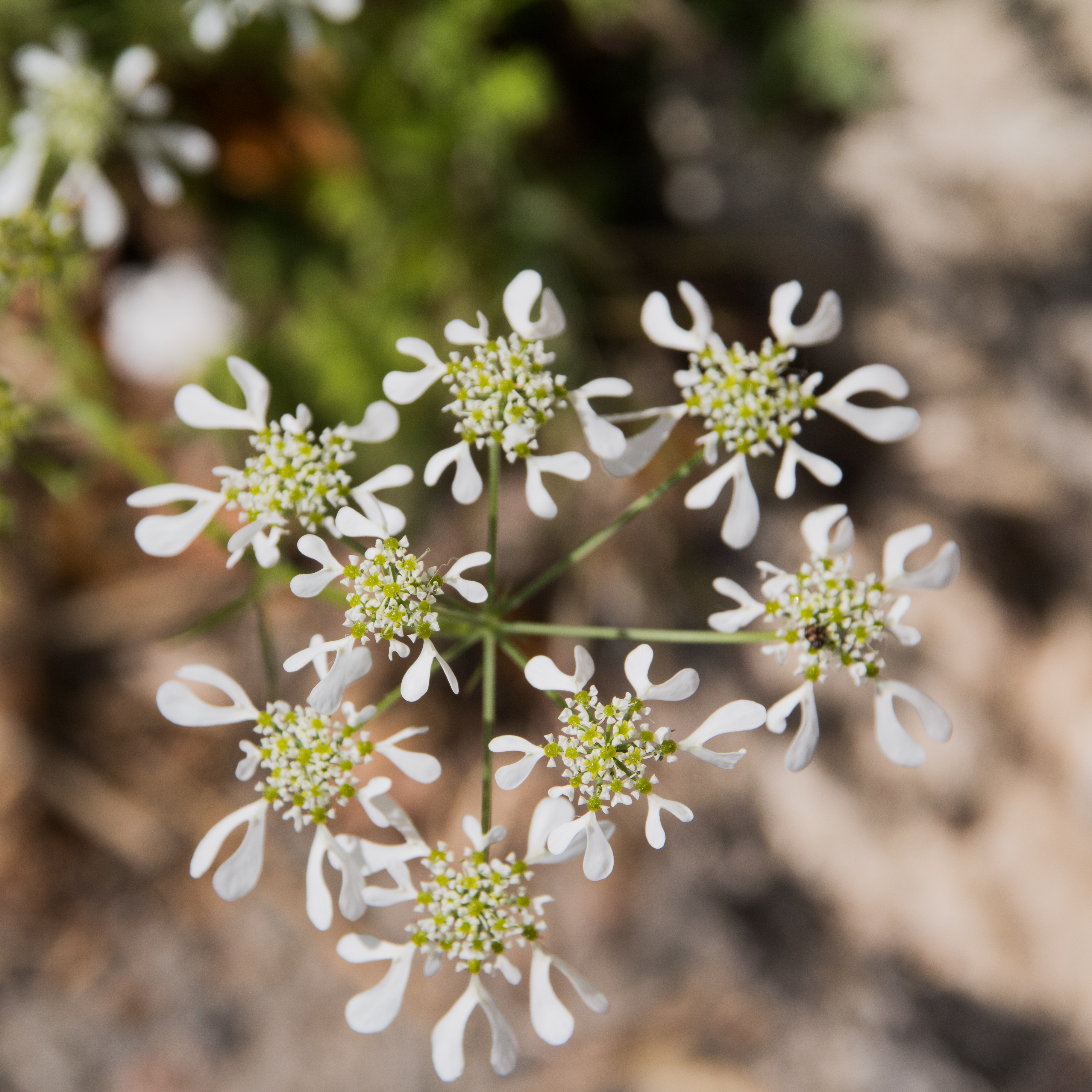
Blüten des Apulischen Zirmets
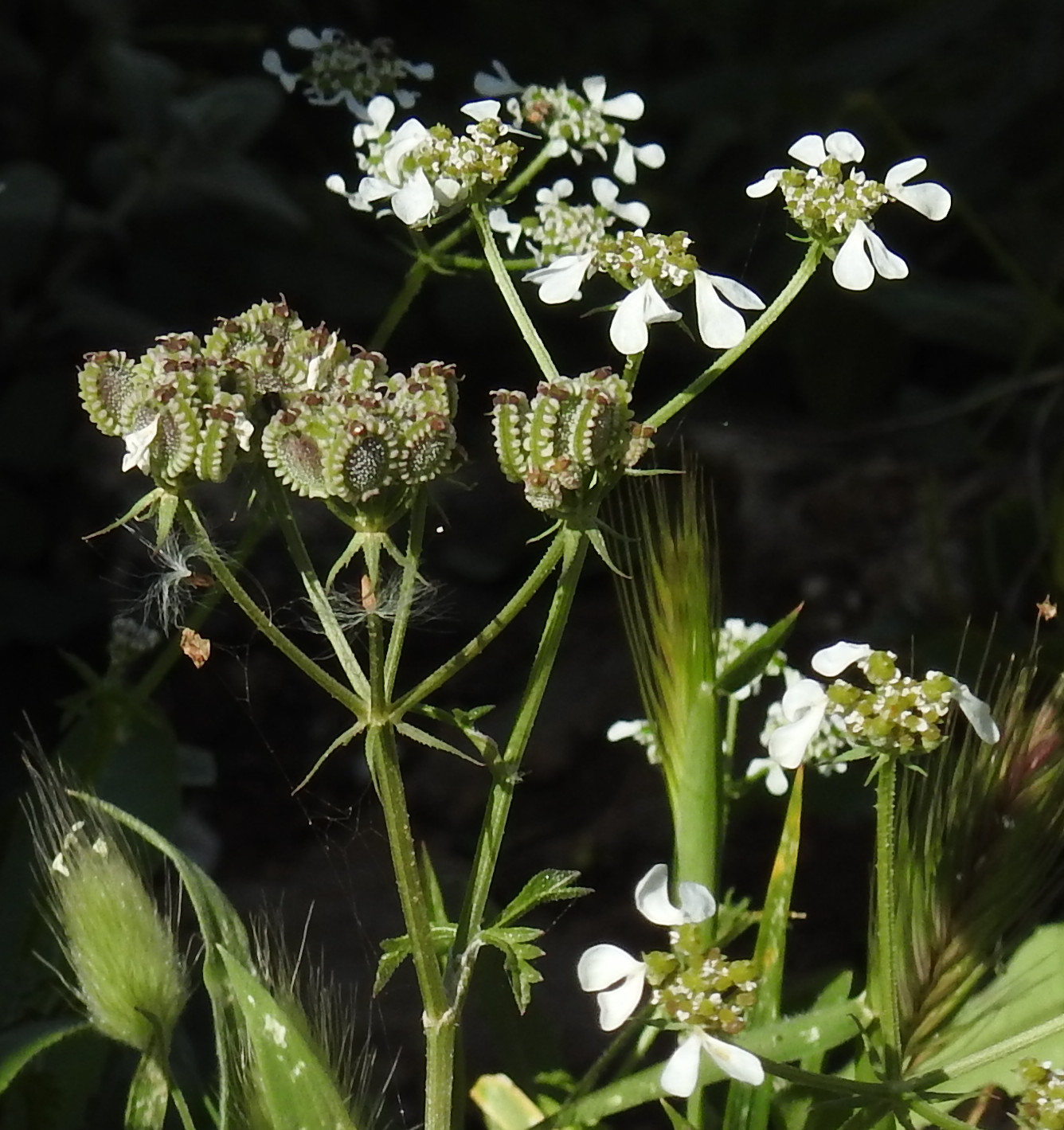
Früchte des Apulischen Zirmets
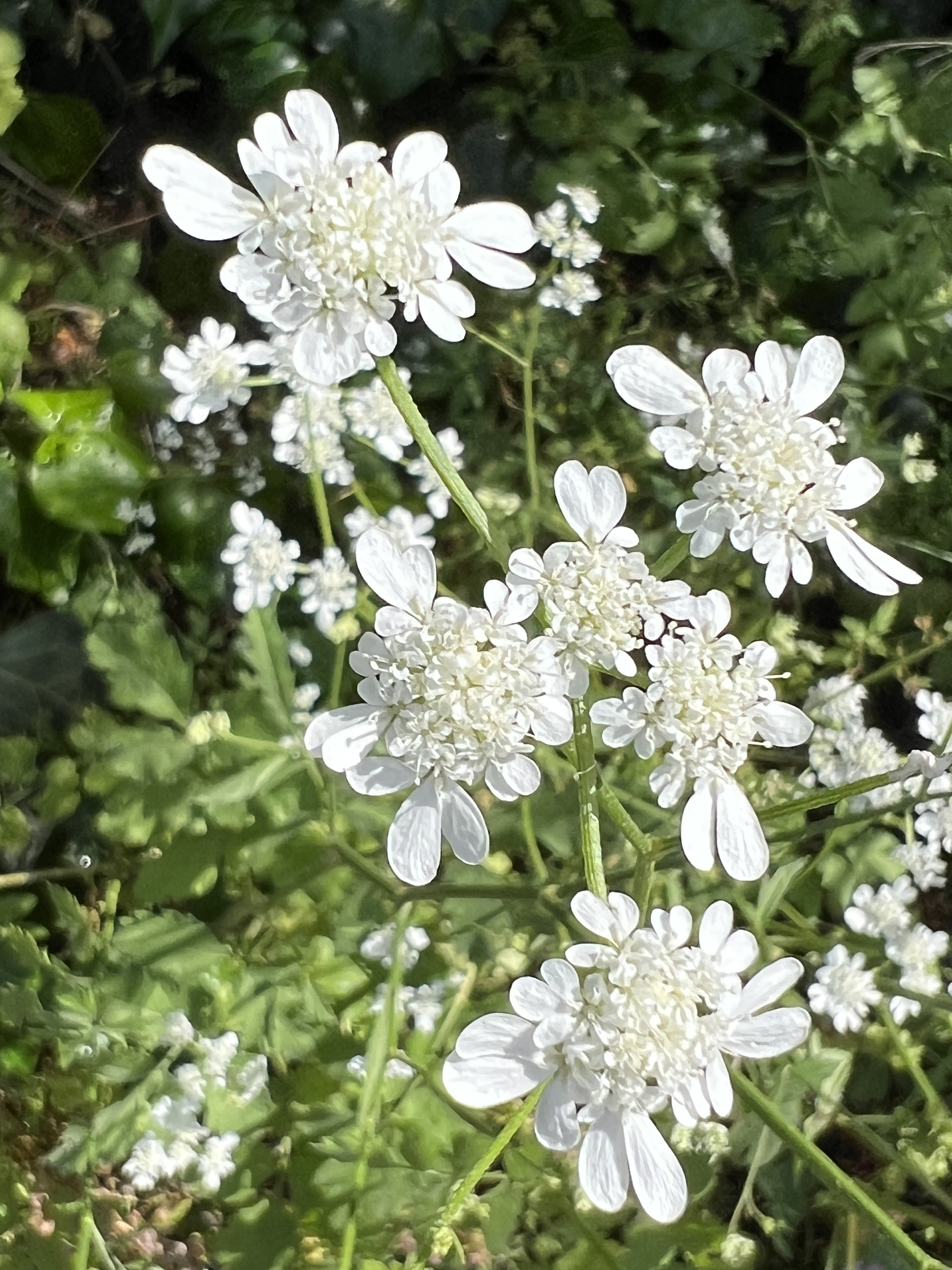
Blüten von Tordylium carmeli
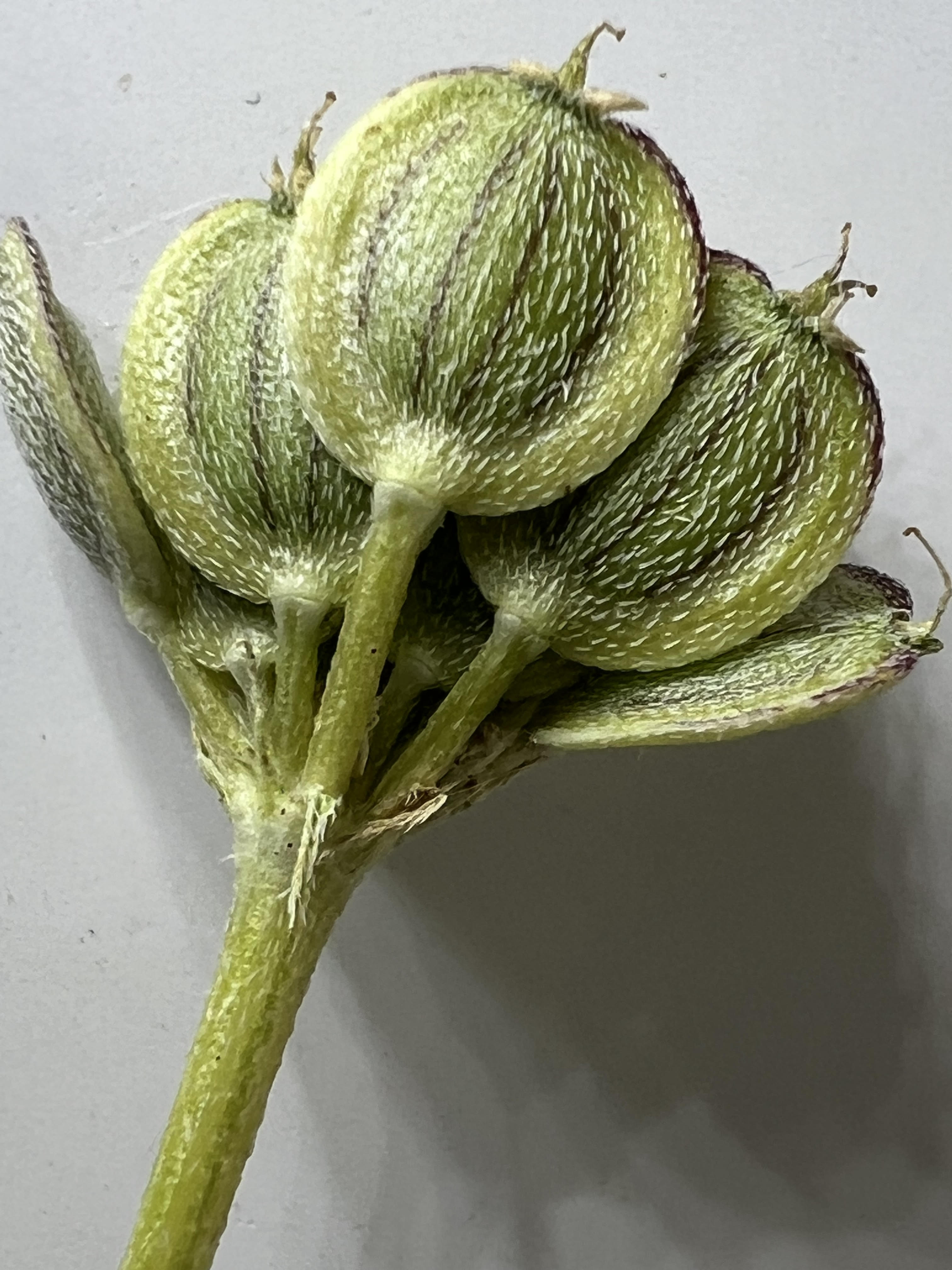
Früchte von Tordylium carmeli